# Mud Islands
Mud Islands è un piccolo gruppo di isole di sabbia interne alla baia di Port Philip a sud di Melbourne, nello stato di Victoria, in Australia.

## Geografia
L'area, di circa 0,6 km², è composta da tre basse isolette che circondano una laguna poco profonda di 35 ettari, collegata al mare da tre stretti canali. La forma e la configurazione delle isole cambia nel corso degli anni a causa del movimento della sabbia dovuto alle correnti di marea. Le Mud Islands si trovano a est-sud-est di Swan Island nella parte meridionale di Port Phillip, a nord della cittadina di Sorrento.

### Fauna
Le isole fanno parte della Swan Bay and Port Phillip Bay Islands Important Bird Area, identificata come tale da BirdLife International per la sua importanza nel supportare circa 70 specie di uccelli marini, acquatici e migratori.
Tra questi: l'ibis dal collo paglierino, l'ibis bianco australiano, il rallo di Lewin e il pappagallo panciarancio.
Tra gli uccelli marini: l'uccello delle tempeste facciabianca, il gabbiano australiano, il beccapesci veloce, la sterna maggiore, il pellicano australiano, il pinguino minore blu, la sterna delle fate e la sterna comune.
Tra gli acquatici: il piviere dorato del Pacifico, la pivieressa, il corriere della Mongolia, il voltapietre, il piovanello maggiore, il piovanello beccosottile, il chiurlo orientale, la pittima minore, la beccaccia di mare orientale e il corriere caporosso.

## Storia
Avvistate per la prima volta dagli europei nel 1802, le isole originariamente si chiamavano Swan Isles a causa del gran numero di cigni nelle acque circostanti.  Fu solo nel 1836 che il tenente T. M. Symonds e H. R. Henry del HMS Rattlesnake le ispezionarono e le ribattezzarono Mud Islands.